# Ivan Konev

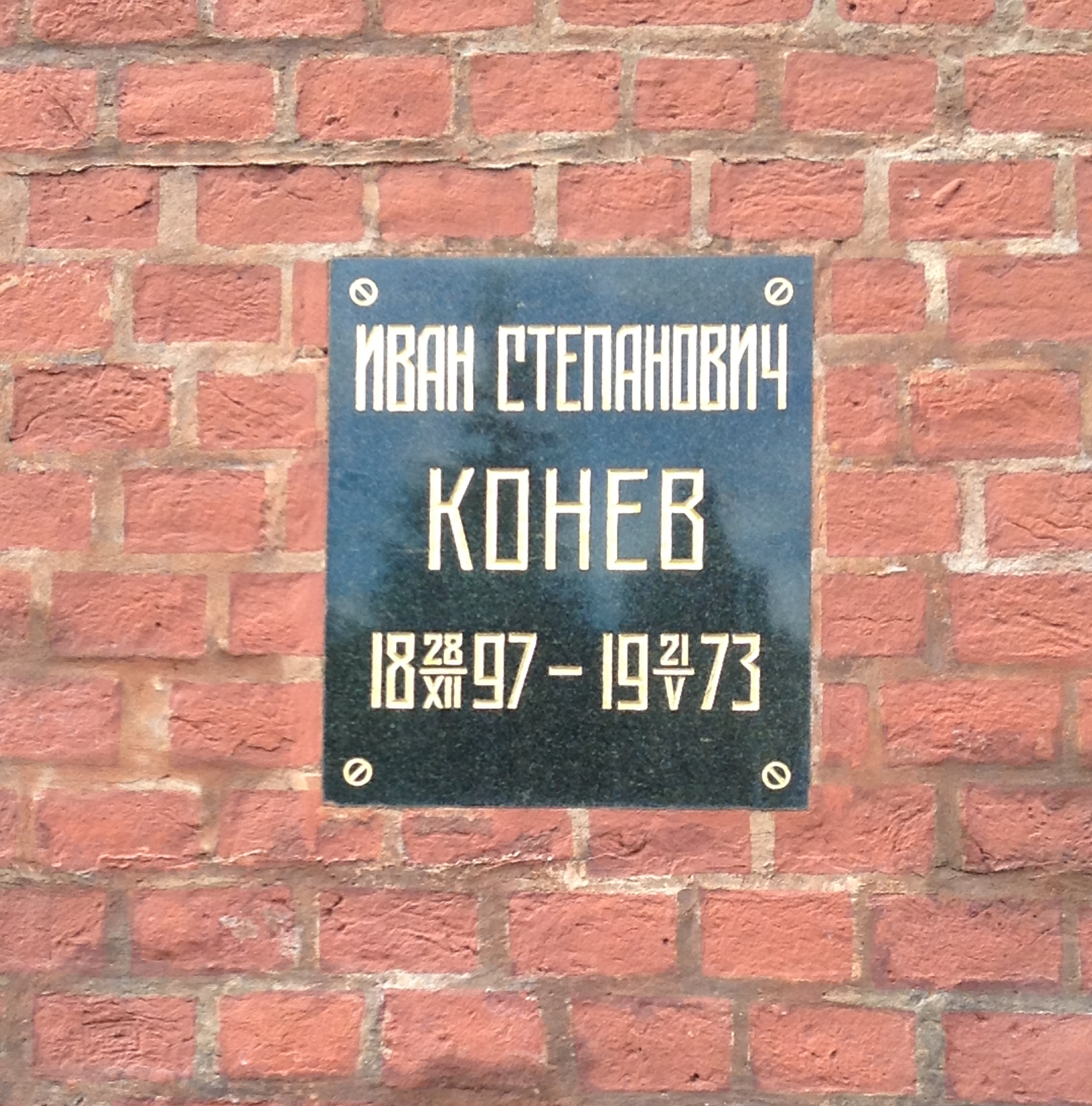
De urn met as van Konev is bijgezet in de Kremlinmuur-necropolis

Ivan Stepanovitsj Konev (Russisch: Иван Степанович Конев) (Lodejnoje pole, 28 september 1897 - Moskou, 21 mei 1973) was een Maarschalk van de Sovjet-Unie.
In 1916 maakte hij deel uit van het leger van de tsaar en vanaf 1918 vocht hij voor de communisten. Hij trad in 1919 toe tot de artillerie-divisie van het Rode Leger en vocht tegen generaal Aleksandr Koltsjak en ook in het Verre Oosten tegen Georgi Semjonov en de Japanners.
Tijdens de Tweede Wereldoorlog werkte hij samen met generaal Georgi Zjoekov vanaf augustus 1941. In 1944 klom Konev op tot maarschalk en leidde hij vanaf mei 1944 het 1e Oekraïense Front.
Na de oorlog was hij tussen 1945 en 1946 de leider van de Sovjettroepen in Oostenrijk en Hongarije. Daarna was hij van 1950 tot 1952 viceminister van Defensie van de Sovjet-Unie. In 1953 leidde Konev het geheime proces tegen KGB leider Lavrenti Beria dat leidde tot zijn veroordeling en executie. In 1962 trok hij zich definitief terug uit het militaire werk en overleed in 1973 op 75-jarige leeftijd in Moskou.

## Militaire loopbaan
- Luitenant-generaal (Комдив): 26 november 1936
- Kolonel-generaal (Комкор): 22 februari 1938
- Generaal (Командарм 2-го ранга): 8 februari 1939
- Luitenant-generaal (Генерал-лейтенант): 4 juni 1940
- Kolonel-generaal (Генерал-полковник): 11 september 1941
- Legergeneraal (Генерал армии): 26 augustus 1943
- Maarschalk van de Sovjet-Unie (Маршал Советского Союза): 20 februari 1944

## Onderscheidingen

### Sovjet-Unie
- Held van de Sovjet-Unie op 29 juli 1944[3], 1 juni 1945[3]
- Orde van de Overwinning op 30 maart 1945[3]
- Leninorde op 29 juli 1944[3], 21 februari 1945[3], 27 december 1947[3], 18 december 1956[3], 27 december 1957[3], 27 december 1967[3], 28 december 1972[3]
- Orde van de Oktoberrevolutie op 22 februari 1968[3]
- Orde van de Rode Banier op 22 februari 1938[3], 3 november 1944[3], 20 juni 1949[3]
- Orde van Soevorov, 1e klasse op 27 augustus 1943[3], 17 mei 1944[3]
- Orde van Koetoezov, 1e klasse op 9 april 1943[3], 28 juli 1943[3]
- Orde van de Rode Ster op 16 augustus 1936[3]
- Maarschalkster op 20 februari 1944[3]
- Medaille voor de Verdediging van Moskou op 1 mei 1944[3]
- Medaille voor de Bevrijding van Praag op 9 juni 1945[3]
- Medaille voor de Verovering van Berlijn op 9 juni 1945[3]
- Medaille voor de Overwinning over Duitsland in de Grote Patriottische Oorlog 1941-1945 op 9 mei 1945[3]
- Medaille ter Herinnering aan de Achthonderdste Verjaardag van Moskou op 21 september 1947[3]
- Medaille voor de 20e Verjaardag van de Overwinning in de Grote Patriottische Oorlog op 7 mei 1965[3]
- Jubileummedaille voor XX jaar Rode Leger van Arbeiders en Boeren op 22 februari 1938[3]
- Jubileummedaille 30 jaar van Sovjet Leger en Vloot op 22 februari 1948[3]
- Jubileummedaille 40 Jaar Strijdkrachten van de USSR op 17 februari 1958[3]
- Jubileummedaille 50 Jaar Strijdkrachten van de USSR in 1968[3]
- Jubileumsmedaille voor Militaire Dapperheid ingesteld ter herinnering aan de Honderdste Verjaardag van Vladimir Iljitsj Lenin 10 april 1970[3]

### Tsjecho-Slowakije
- Gouden Ster van een Held van de CSSR Tsjecho-Slowakije op 28 april 1970
- Orde van Klement Gottwald (Tsjecho-Slowakije)
- Orde van de Witte Leeuw, 1e klasse (Tsjecho-Slowakije)
- Militaire Orde van de Witte Leeuw voor de Overwinning Ster der Eerste Klasse (Tsjecho-Slowakije) op 6 juni 1945[4]
- Oorlogskruis (Tsjecho-Slowakije)

### Mongolië
- Held van de Mongoolse Volksrepubliek Mongolië op 7 mei 1971
- Orde van Suha Bator Mongolië in 1961 en 1971
- Orde van de Rode Banier van Militaire Dapperheid (Mongolië)

### Polen
- Grootkruis met Ster in de Virtuti Militari (Polen)[3]
- Orde van het Grunwald Kruis, 1e klasse (Polen)
- Grootkruis in de Orde Polonia Restituta (Polen)

### Joegoslavië
- Orde van de Partizanenster Joegoslavië in goud in 1946
- Partizanenster in goud (Joegoslavië)

### Verenigd Koninkrijk
- Ridder Commandeur in de Orde van het Bad (Verenigd Koninkrijk) in 1945
- Military Cross Verenigd Koninkrijk

### Frankrijk
- Grootofficier in het Legioen van Eer (Frankrijk)
- Croix de guerre (Frankrijk)

### Duitse Democratische Republiek
- Vaderlandse Orde van Verdienste Duitse Democratische Republiek in zilver

### Bulgarije
- Orde van de Volksrepubliek Bulgarije, 1e klasse

### Hongarije
- Orde van Verdienste van de Volksrepubliek Hongarije

### Verenigde Staten
- Legioen van Verdienste (Verenigde Staten)

### Moldavië
- Ereburger van Bălți, Moldavië

- Biblioteca Nacional de Chile: 000408825
- Bibliothèque nationale de France: cb10128763h (data)
- CiNii: DA08595160
- Gemeinsame Normdatei: 118565028
- International Standard Name Identifier: 0000 0000 8012 7781
- Library of Congress Control Number: n83001006
- National Archives and Records Administration: 19077220
- Nationale Bibliotheek van Tsjechië: jn19990210344
- Nationale bibliotheek van Australië: 36419861
- Nationale Bibliotheek van Israël: 987007263893805171
- Nationale Bibliotheek van Polen: a0000001180132
- Nationale en Universitaire bibliotheek Zagreb: 000175800
- Nederlandse Thesaurus van Auteursnamen: 140705775
- Réseau des bibliothèques de Suisse occidentale: 02-A013495895
- LIBRIS: 316143
- SNAC: w6rv8b2b
- Système universitaire de documentation: 08573585X
- Trove: 1255384
- Virtual International Authority File: 113994132
- WorldCat: E39PBJcGpwqvy6tYqjBPvh9FKd